# Taylor (Arkansas)
Taylor è una città degli Stati Uniti d'America situata nello Stato dell'Arkansas, nella Contea di Columbia.